# Tujsk (przystanek kolejowy)
Tujsk – wąskotorowy przystanek osobowy znajdujący się we wsi Tujsk w gminie Stegna, w powiecie nowodworskim, w województwie pomorskim. Położony jest na linii kolejowej ze Stegny Gdańskiej do Nowego Dworu Gdańskiego Wąskotorowego. Odcinek do Nowego Dworu Gdańskiego Wąskotorowego został otwarty w 1906 roku.